# Eduard Grell

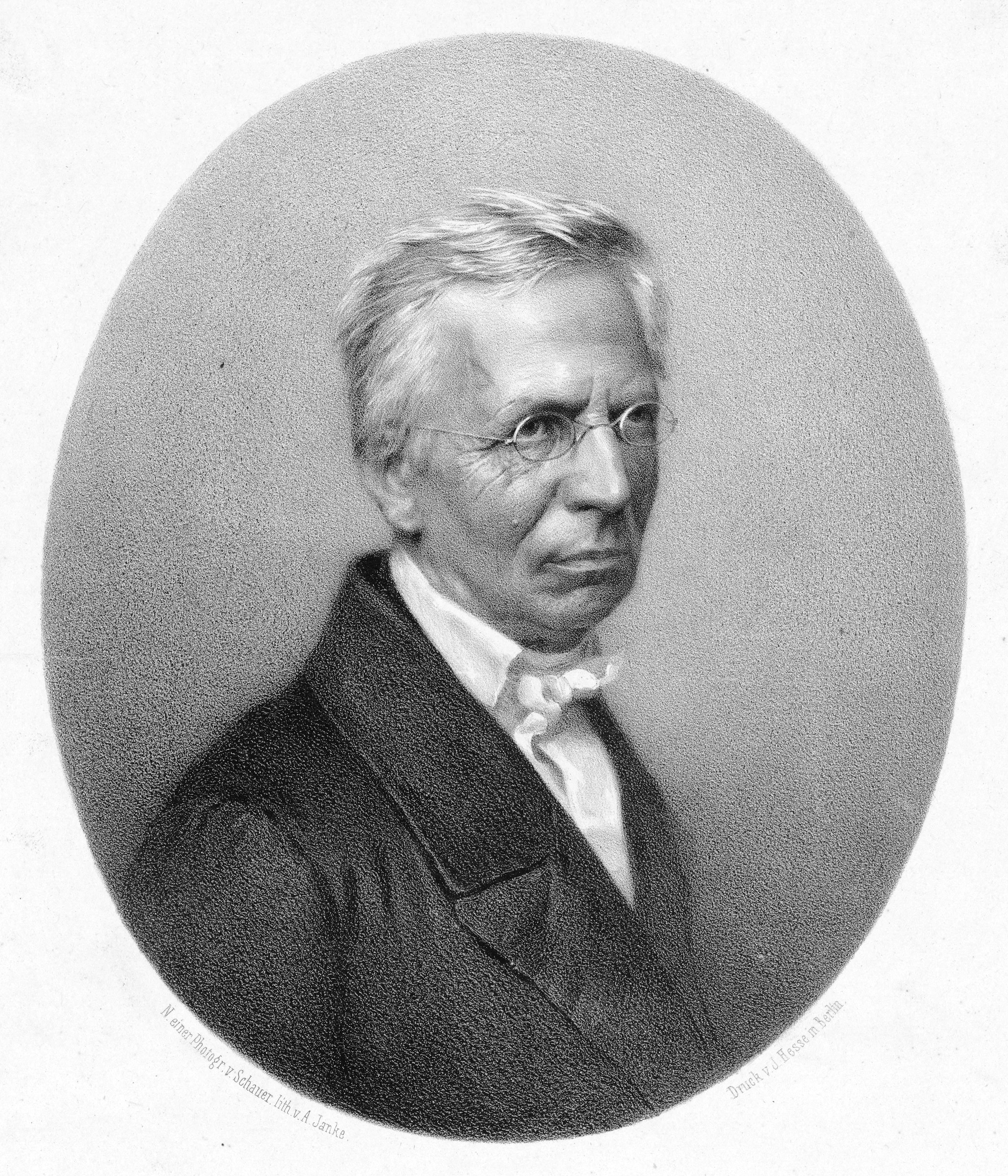
Eduard Grell, 1865

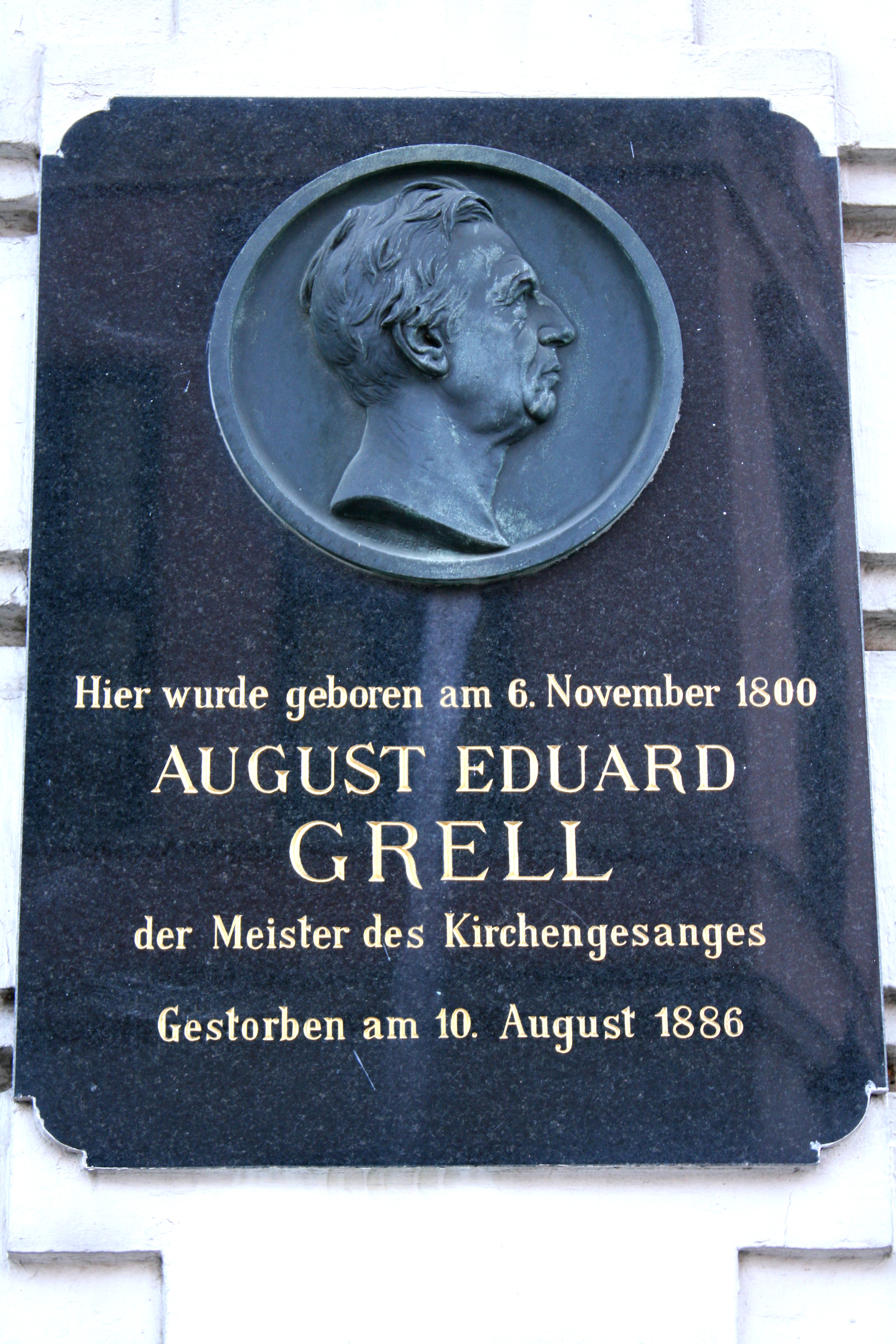
Gedenktafel an Grells Geburtshaus

August Eduard Grell (* 6. November 1800 in Berlin; † 10. August 1886 in Steglitz) war ein deutscher Komponist, Organist und Direktor der Sing-Akademie zu Berlin.

## Leben
Unweit von St. Nikolai in Berlins Mitte, in der Poststraße 12, wurde August Eduard Grell geboren als Sohn des Königlichen Geheimsekretärs beim Forstdepartement August Wilhelm Grell (1769–1839), der ein gewandter Orgelspieler (als Organist an der Parochialkirche von 1808 bis 1839 tätig) und sein erster Musiklehrer war. An Grells Geburtshaus erinnert noch heute eine Gedenktafel mit Reliefbildnis von Fritz Schaper, welche anlässlich seines 100. Geburtstags im November 1900 eingeweiht wurde und die der Berliner Magistrat gestiftet hatte. Als weitere Musiklehrer folgten der Organist Karl Kaufmann sowie Karl Nikolaus Türrschmiedt. Musikalisch stark beeinflusst wurde er darüber hinaus durch seinen Onkel Otto Grell, der sich als Mitglied der Sing-Akademie zu Berlin großes Ansehen als Tenorsolist erwarb.
Nach dem Tod seines Orgellehrers Johann Georg Gottlieb Lehmann, des Musikdirektors an St. Nikolai, trat Grell sechzehnjährig dessen Nachfolge an. Parallel dazu erhielt er Unterricht im Violinspiel und besuchte das Gymnasium zum Grauen Kloster. Als Lehrer und Förderer in dieser Lebensphase gelten unter anderem der Theologe Georg Carl Benjamin Ritschl sowie Johann Joachim Bellermann, seines Zeichens Direktor des Gymnasiums und verantwortlich für die Wiedereinführung des Gesangsunterrichts in den Schulen Preußens.
Grell studierte Komposition bei Carl Friedrich Zelter sowie Carl Friedrich Rungenhagen. Nach seinem Schulabgang im Jahre 1817 gelangte er zur Sing-Akademie. Seine theoretische Ausbildung setzte er in Erfurt bei Michael Gotthardt Fischer fort. Von 1841 bis 1886 war er Mitglied der musikalischen Sektion der Preußischen Akademie der Künste, in deren Senat er 1852 berufen wurde. Im März 1853 wurde er als Nachfolger des im Dezember 1851 verstorbenen Rungenhagen neuer Direktor der Sing-Akademie zu Berlin und der Zelterschen Liedertafel. Das Amt des Hof- und Domorganisten am Berliner Dom, das er 1839 von Ludwig Hellwig übernommen hatte, legte er bald darauf nieder.
Er galt in der zweiten Hälfte des 19. Jahrhunderts als eine der herausragenden Persönlichkeiten des Berliner Musiklebens, als außergewöhnlich fruchtbarer, vielseitiger Komponist und als Verfechter des Ideals der „nackten“ Vokalmusik, des A-cappella-Gesangs. Grell komponierte vorrangig Vokalmusik, darunter Singspiele, Kantaten, Oratorien und Opern. Daneben entstanden aus seiner Feder auch drei Sinfonien, drei Streichquartette und zahlreiche Fugen.
Seine Kirchenmusik ist größtenteils dem A-cappella-Stil der Palestrina-Zeit nachempfunden. Im evangelischen Bereich gilt Grell neben Siegfried Dehn und Heinrich Bellermann als Mitbegründer einer Palestrina-Renaissance. Ein großes Verdienst Grells bestand auch in der Wiederherstellung der Oratorien Händels in Originalgestalt unter Beseitigung dem „Zeitgeist“ geschuldeter Hinzufügungen und verfremdender Weglassungen in Gesang und Orchestrierung.
In seiner Funktion bei der Sing-Akademie hielt er jedoch am Bewährten fest. Er setzte lediglich die Wiederbelebung des Bachschen Oratorienschaffens fort. So kam es auf sein Bestreben hin am 17. Dezember 1857 zur ersten Wiederaufführung des Weihnachtsoratoriums seit Bachs Tod.
Am 13. Juni 1876 schied er aus dem Direktorat der Sing-Akademie aus.

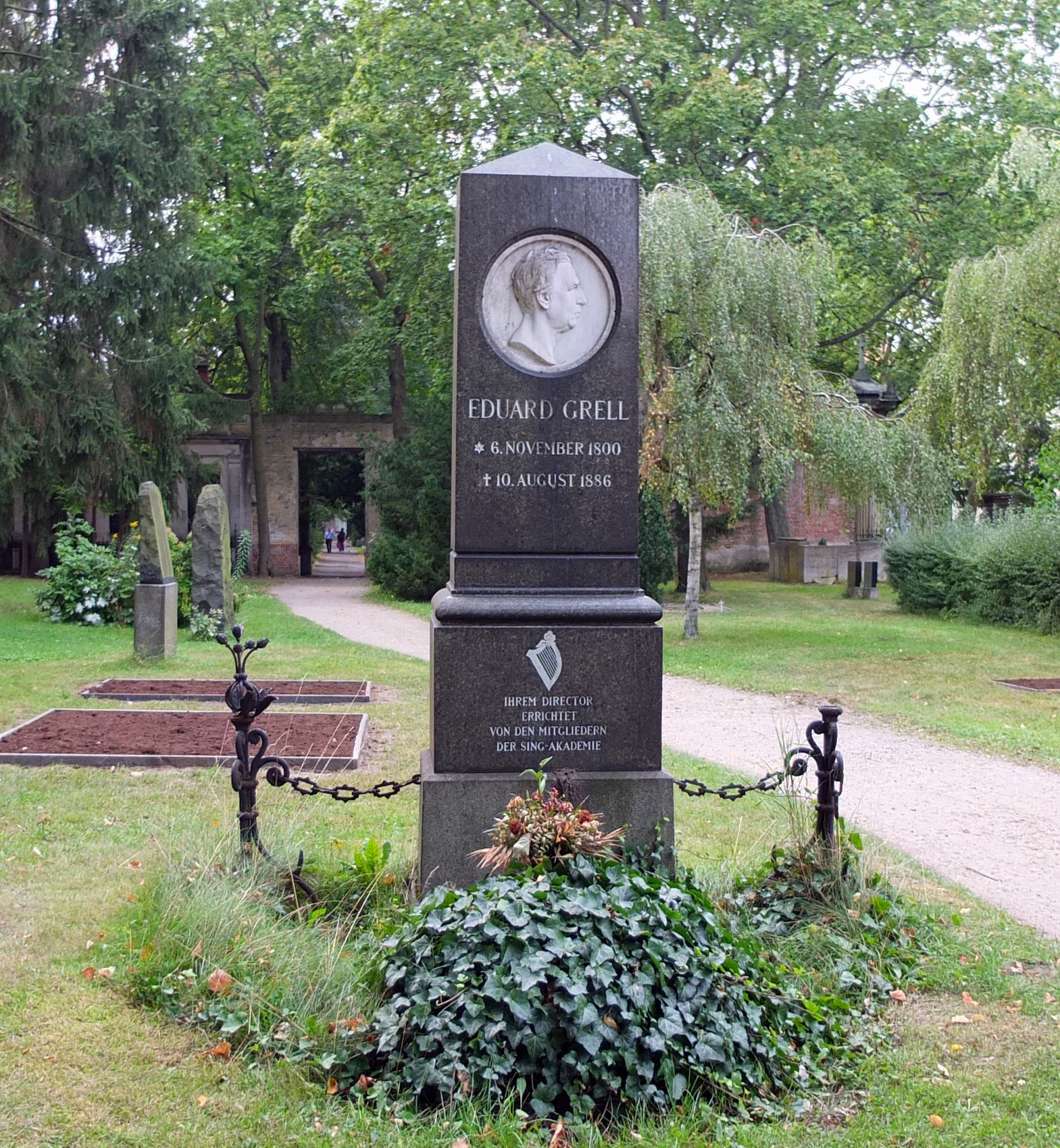
Grabstätte

Eduard Grell starb 1886 im Alter von 85 Jahren in Steglitz. Nach einer Trauerfeier in der Sing-Akademie wurde er am 13. August 1886 auf dem Berliner Friedrichswerderschen Friedhof an der Bergmannstraße beigesetzt. Seinen Grabstein ziert ein Marmorporträttondo, das Fritz Schaper schuf. Die Grabstätte war von 1956 bis 2014 als Berliner Ehrengrab gewidmet.

## Werke (Auswahl)
- Andante cantabile, D-Dur, Violoncello solo und Streichquartett (Streichorchester oder Klavier), Seiner Excellenz dem Geheimen Rath Herrn Sulzer, Verlag R. Sulzer Nachfolger, Berlin
- Lorbeer und Rose, Duett für zwei Singstimmen und Klavier, op. 6
- Duettino concertante, F-Dur, für zwei Violoncelli und Streichorchester (oder Klavier), Verlag R. Sulzer Nachfolger, Berlin
- Dem in der Finsternis, für Chor und Orchester, Wildt’s Musikverlag, Dortmund
- Larghetto für 4 Violoncelli, F-Dur, Verlag R. Sulzer Nachfolger, Berlin, 1879
- Terzetto, D-Dur, für drei Violoncelli und Streichorchester (oder Klavier), Verlag R. Sulzer Nachfolger, Berlin
- Gnädig und barmherzig für Männerchor, achtstimmig
- Die Israeliten in der Wüste, Oratorium
- 16stimmige Messe, a cappella, 1861
- Der Herr ist König und herrlich geschmücket, Lied
- Die Gnade des Herrn währt von Ewigkeit zu Ewigkeit, Lied
- Erhaben, o Herr, über alles, Lied
- Gott, gib Fried in diesem Lande, Lied
- Preiset Gott, ihr Völker der Erde, Lied
- Und dräut der Winter noch so sehr (Hoffnung), Lied
- Was lockt mich an mit süßem Ton? (Frühlingsfest), Lied
- Suse, liebe Suse, was raschelt im Stroh?, Lied
- Herr, deine Güte reicht so weit, Lied
- Pfingstlied für 3 Solo- und 4 Chorstimmen mit Begleitung des Pianoforte, Op. 11, T. Trautwein, Berlin
- Drei kurze und leichte vierstimmige Motetten, Männerchor mit Begleitung der Orgel- oder des Pianoforte, Op. 13, T. Trautwein, Berlin
  - Herr, neige deine Ohren
  - Herr, deine Güte reicht so weit
  - Lobe den Herrn, meine Seele, Psalm 103
- Selig sind die Todten für 4 Solo und 4 Chorstimmen, Op. 18, T. Trautwein, Berlin
- Der Herr ist mein Hirte für 5 Solo und 4 Chorstimmen mit Begleitung des Pianoforte, Op. 19, T. Trautwein, Berlin
- Zwei achtstimmige Motetten, Op. 22, T. Trautwein, Berlin
- Drei Motetten für gemischten Chor, Op. 34, H. Oppenheimer, Hameln
  - Herr, ich habe lieb die Stätte deines Hauses (Pfingsten und andere Zeiten)
  - Herr, gedenke unser nach deinem Wort (Reformationsfest, Missionsfest usw.)
  - Lobe den Herrn, meine Seele, (Erntedankfest und andere Lob- und Dankfeste)
- Te deum laudamus für Solo und Chorstimmen mit Begleitung von 2 Violinen, Alto, Basso, 2 Oboen, 2 Fagots, Op. 38, T. Trautwein, Berlin, um 1850
- Urfinsternis, für Männerchor, Soloquartett (kleiner Chor) und großer Chor, Schott, London
- Missa Solemnis für 16-stimmigen Chor a cappella, Bote & Bock, Berlin
- Kurze und leicht ausführbare Messe op. 69 für SATB a cappella (Soli oder Halbchor ad lib.)

## Ehrungen (Auswahl)
- Professoren-Titel
- Ehrendoktorwürde der Theologie
- 1846: Rother Adler-Orden IV. Klasse
- 1864: Pour le Mérite für Wissenschaft und Künste
- Im Berliner Ortsteil Prenzlauer Berg ist eine Straße nach ihm benannt. Siehe Grellstraße